# Municipio de Smith (condado de Worth)
El municipio de Smith (en inglés: Smith Township) es un municipio ubicado en el condado de Worth en el estado estadounidense de Misuri. En el año 2010 tenía una población de 153 habitantes y una densidad poblacional de 1,41 personas por km².

## Geografía
El municipio de Smith se encuentra ubicado en las coordenadas 40°30′39″N 94°17′59″O / 40.51083, -94.29972. Según la Oficina del Censo de los Estados Unidos, el municipio tiene una superficie total de 108.76 km², de la cual 108,61 km² corresponden a tierra firme y (0,14 %) 0,15 km² es agua.

## Demografía
Según el censo de 2010, había 153 personas residiendo en el municipio de Smith. La densidad de población era de 1,41 hab./km². De los 153 habitantes, el municipio de Smith estaba compuesto por el 99,35 % blancos, el 0,65 % eran asiáticos. Del total de la población el 0 % eran hispanos o latinos de cualquier raza.